# San Eugenio (Santa Fe)
San Eugenio es una localidad argentina ubicada en el departamento San Jerónimo de la provincia de Santa Fe. Se encuentra 3 km al sur de la ruta provincial 80, entre Arocena y Gálvez. Se desarrolló sobre la estación San Eugenio del ferrocarril Mitre.
En 2012 se inauguró un puesto de salud. La estación del ferrocarril Mitre fue reactivada en 2003, aunque en 2007 se vio nuevamente suspendido.

## Población
Cuenta con 241 habitantes (Indec, 2010), lo que representa un incremento del 23% frente a los 140 habitantes (Indec, 2001) del censo anterior.
| Gráfica de evolución demográfica de San Eugenio (Santa Fe) entre 1991 y 2010 |
|                                                                              |
| Fuente: Censos nacionales del INDEC                                          |